# Hamda Khamis
Pour les articles homonymes, voir Khamis (homonymie).
Hamda ou Hamdah Khamis, née en 1945 à Manama au Bahreïn, est une poétesse et journaliste, chroniqueuse indépendante de Bahreïn.

## Biographie
Hamda Khamis est née à Manama, la capitale du Bahreïn, en 1945.
En 1969, elle publie son premier recueil de poèmes Shayaza (traduit en Shrapnel en anglais), devenant ainsi la première femme du Bahreïn à être connue pour sa poésie. De nombreuses autres poétesses bahreïnies l'ont suivie et ont contribué à créer la littérature poétique florissante du Bahreïn.
En 2013, Hamda Khamis est invitée à la 23e Foire internationale du livre d'Abou Dhabi, où elle participe à la présentation des réalisations littéraires de la région du golfe Persique avec sa poésie.

## Travaux
Hamda Khamis a publié neuf recueils de poésie.
Ses principaux recueils sont Iʻtidhār Lil-Ṭufūlah (Des excuses à l'enfance), publié à Bahreïn par Dār al-Ghad en 1978 ; Shayaza (Shrapnel) ; et The Bliss of Love (Le bonheur de l'amour).
Ses poèmes sont également traduits en anglais, allemand, espagnol et français.
Quelques-uns de ses poèmes sont inclus dans une anthologie de poésie intitulée Gathering the Tide : An Anthology of Contemporary Arabian Gulf Poetry.
Ce sont : Couple, Ray, Ceux qui ne sont pas pour moi, Sans raison.
Plusieurs des poèmes inclus dans Gathering the Tide sont tirés de son recueil The Bliss of Love. D'autres poèmes de l'anthologie, comme Ray, évoquent pourquoi Hamda Khamis choisit d'écrire de la poésie. Un thème commun dans sa poésie est le désir d'échapper à l'insatisfaction et à la frustration de la vie domestique et mondaine, et de s'orienter vers l'abstraction et vers l'univers.
L'Autorité d'Abou Dhabi pour la Culture et le Patrimoine (ADACH) a également publié son poème Égalité avec des traductions en anglais dans un recueil intitulé Poèmes contemporains de la péninsule arabique.
En 2010, Hasan Marhama, éditeur bahreïni, a publié une anthologie Voices : An annotated anthology of Contemporary Bahraini poetry. Il y inclut le poème de Hamdi Khamis You Have Your Time, I Have Mine.

## Réception critique
L'Encyclopédie des cultures et de la vie quotidienne de Worldmark fait référence à Hamda Khamis et à Qasim Haddad comme deux des poètes bahreïnis contemporains les plus reconnus. L'Encyclopédie note qu'à Bahreïn, « les jeunes poètes [tels que Hamda Khamis et Haddad] ont développé un style plus occidentalisé, écrivant des poèmes sans rimes sur des sujets personnels et politiques ».